# Tour d'Italie 1975
La 58e édition du Tour d'Italie s'est élancée de Milan le 17 mai 1975 et est arrivée au col du Stelvio le 7 juin. Long de 3 933 km, ce Giro a été remporté par l'Italien Fausto Bertoglio.

## Équipes participantes
| N.    | Code | Équipe         |
| ----- | ---- | -------------- |
| 11-20 | BIA  | Bianchi        |
| 21-30 | BRO  | Brooklyn       |
| 31-40 | VIB  | Furzi          |
| 41-50 | FRI  | Frisol         |
| 51-60 | JOL  | Jolly Ceramica |

| N.     | Code | Équipe    |
| ------ | ---- | --------- |
| 61-70  | KAS  | KAS       |
| 71-80  | MAG  | Magniflex |
| 81-90  | SCI  | Scic      |
| 91-100 | ZON  | Zonca     |

- l'équipe Molteni est forfait de dernière minute Eddy Merckx étant souffrant, dossards de 01-10

## Classement général
| Classement général final |                   |
| --- | ----------------- |
| \| 1. Fausto Bertoglio \| 111 h 31 min 24 s \| \| 2. Francisco Galdós \| à 41 s \| \| 3. Felice Gimondi \| à 6 min 18 s \| \| 4. Roger De Vlaeminck \| à 7 min 39 s \| \| 5. Giuseppe Perletto \| à 8 min 00 s \| \| 6. Wladimiro Panizza \| à 8 min 13 s \| \| 7. Walter Riccomi \| à 10 min 32 s \| \| 8. Tino Conti \| à 13 min 40 s \| \| 9. Miguel María Lasa \| à 14 min 48 s \| \| 10. Gianbattista Baronchelli \| à 14 min 48 s \| \| 90 partants, 70 classés \| \| |                   |
| 1. Fausto Bertoglio | 111 h 31 min 24 s |
| 2. Francisco Galdós | à 41 s            |
| 3. Felice Gimondi | à 6 min 18 s      |
| 4. Roger De Vlaeminck | à 7 min 39 s      |
| 5. Giuseppe Perletto | à 8 min 00 s      |
| 6. Wladimiro Panizza | à 8 min 13 s      |
| 7. Walter Riccomi | à 10 min 32 s     |
| 8. Tino Conti | à 13 min 40 s     |
| 9. Miguel María Lasa | à 14 min 48 s     |
| 10. Gianbattista Baronchelli | à 14 min 48 s     |
| 90 partants, 70 classés |                   |

## Étapes
| Étape      | Date     | Villes étapes                      | km  | Vainqueur d'étape       | Leader du classement général |
| 1re étape  | 17 mai   | Milan – Fiorano Modenese           | 177 | Knut Knudsen            | Knut Knudsen                 |
| 2e étape   | 18 mai   | Modène – Ancône                    | 249 | Patrick Sercu           | Knut Knudsen                 |
| 3e étape   | 19 mai   | Ancône – Prati di Tivo             | 175 | Giovanni Battaglin      | Giovanni Battaglin           |
| 4e étape   | 20 mai   | Teramo – Campobasso                | 258 | Roger De Vlaeminck      | Francisco Galdós             |
| 5e étape   | 21 mai   | Campobasso – Bari                  | 224 | Rik Van Linden          | Francisco Galdós             |
| 6e étape   | 22 mai   | Bari – Castrovillari               | 213 | Roger De Vlaeminck      | Francisco Galdós             |
| 7ea étape  | 23 mai   | Castrovillari – Padula             | 123 | Domingo Perurena        | Francisco Galdós             |
| 7eb étape  | 23 mai   | Padula – Potenza                   | 80  | Roger De Vlaeminck      | Francisco Galdós             |
| 8e étape   | 24 mai   | Potenza – Sorrente                 | 220 | Marcello Osler          | Francisco Galdós             |
| 9e étape   | 25 mai   | Sorrente - Frosinone               | 225 | Enrico Paolini          | Francisco Galdós             |
| 10e étape  | 26 mai   | Frosinone - Tivoli                 | 176 | Roger De Vlaeminck      | Francisco Galdós             |
| 11e étape  | 27 mai   | Rome - Orvieto                     | 158 | Roger De Vlaeminck      | Francisco Galdós             |
| 12e étape  | 28 mai   | Chianciano Terme - Forte dei Marmi | 232 | Patrick Sercu           | Francisco Galdós             |
| 13e étape  | 29 mai   | Forte dei Marmi - Forte dei Marmi  | 38  | Giovanni Battaglin      | Giovanni Battaglin           |
| 14e étape  | 31 mai   | Piano di Coreglia - Il Ciocco      | 13  | Fausto Bertoglio        | Fausto Bertoglio             |
| 15e étape  | 1er juin | Forte dei Marmi – Arenzano         | 203 | Franco Bitossi          | Fausto Bertoglio             |
| 16e étape  | 2 juin   | Arenzano - Orta San Giulio         | 193 | Fabrizio Fabbri         | Fausto Bertoglio             |
| 17ea étape | 3 juin   | Omegna – Pontoglio                 | 167 | Patrick Sercu           | Fausto Bertoglio             |
| 17eb étape | 3 juin   | Pontoglio – Monte Maddalena        | 46  | Wladimiro Panizza       | Fausto Bertoglio             |
| 18e étape  | 4 juin   | Brescia - Baselga di Pinè          | 223 | Roger De Vlaeminck      | Fausto Bertoglio             |
| 19e étape  | 5 juin   | Baselga di Pinè - Pordenone        | 175 | Martín Emilio Rodríguez | Fausto Bertoglio             |
| 20e étape  | 6 juin   | Pordenone - Alleghe                | 179 | Roger De Vlaeminck      | Fausto Bertoglio             |
| 21e étape  | 7 juin   | Alleghe - col du Stelvio           | 186 | Francisco Galdós        | Fausto Bertoglio             |

## Classements annexes
| Classement par points     | Roger De Vlaeminck | 346 points    |
| Deuxième                  | Fausto Bertoglio   | 159 points    |
| Troisième                 | Felice Gimondi     | 154 points    |
| Classement de la montagne | Andrés Oliva       | 300 points    |
| Deuxième                  | Francisco Galdós   | 300 points    |
| Troisième                 | Fausto Bertoglio   | 240 points    |
| Classement par équipes    | Brooklyn           | 11 270 points |
| Deuxième                  | Jollyceramica      | 6 720 points  |
| Troisième                 | KAS                | 6 200 points  |

## Liste des coureurs
| Bianchi | Brooklyn | Furzi |
| - 11 Felice Gimondi (Ita) 3e - 12 Rik Van Linden (Bel) ab - 13 Luigi Castelletti (Ita) 66e - 14 Giovanni Cavalcanti (Ita) 16e - 15 Fabrizio Fabbri (Ita) 12e - 16 Simone Fraccaro (Ita) 32e - 17 Antoon Houbrechts (Bel) 25e - 18 Martín Emilio Rodríguez (Col) 33e - 19 Giacinto Santambrogio (Ita) 15e - 20 Alex Van Linden (Bel) 69e | - 21 Roger De Vlaeminck (Bel) 4e - 22 Wladimiro Panizza (Ita) 6e - 23 Patrick Sercu (Bel) 67e - 24 Giancarlo Bellini (Ita) 17e - 25 Willy De Geest (Bel) 56e - 26 Ercole Gualazzini (Ita) ab - 27 Valerio Lualdi (Ita) 47e - 28 Marcello Osler (Ita) 38e - 29 Herman Van Der Slagmolen (Bel) 65e - 30 Aldo Parecchini (Ita) ab | - 31 Davide Boifava (Ita) 11e - 32 Claudio Bonacina (Ita) ab - 33 Alfredo Chinetti (Ita) 29e - 34 Tino Conti (Ita) 8e - 35 Mario Lanzafame (Ita) 45e - 36 Giorgio Favaro (Ita) 57e - 37 Arturo Pecchielan (Ita) 49e - 38 Giancarlo Polidori (Ita) 36e - 39 Giuseppe Rodella (Ita) 55e - 40 Giancarlo Tartoni (Ita) 54e        |
| Frisol | Jollyceramica | Kas |
| - 41 Henk Poppe (Hol) ab - 42 Theo Smit (Hol) ab - 43 Ronny De Bisschop (Bel) ab - 44 Cees Van Dongen (Hol) ab - 45 Wilfried Reybrouck (Bel) ab - 46 Etienne Van Braekel (Bel) ab - 47 Gérard Kamper (Hol) ab - 48 Fedor den Hertog (Hol) ab - 49 Nidi Den Hertog (Hol) ab - 50 Henk Prinsen (Hol) ab                                   | - 51 Alessio Antonini (Ita) 51e - 52 Giovanni Battaglin (Ita) 18e - 53 Giacomo Bazzan (Ita) 62e - 54 Marcello Bergamo (Ita) 20e - 55 Fausto Bertoglio (Ita) 1e - 56 Pierino Gavazzi (Ita) 52e - 57 Donato Giuliani (Ita) 27e - 58 Knut Knudsen (Nor) 42e - 59 Sandro Quintarelli (Ita) 68e - 60 Bruno Vicino (Ita) 61e         | - 61 Miguel María Lasa (Esp) 9e - 62 Domingo Perurena (Esp) 41e - 63 Francisco Galdos (Esp) 2e - 64 Vicente Lopez Carril (Esp) 22e - 65 José Antonio González Linares (Esp) 50e - 66 Andres Oliva (Esp) 14e - 67 Javier Elorriaga (Esp) 58e - 68 Sebastián Pozo (Esp) 24e - 69 Juan Zurano (Esp) ab - 70 José Grande (Esp) ab |
| Magniflex | Scic | Zonca |
| - 71 Marino Basso (Ita) ab - 72 Bruce Biddle (Nzl) ab - 73 Mario Branchi (Ita) 64e - 74 Ottavio Crepaldi (Ita) 31e - 75 Wilmo Francioni (Ita) 63e - 76 Armando Lora (Ita) 40e - 77 Mauro Vannucchi (Ita) 53e - 78 Giuseppe Perletto (Ita) 5e - 79 Glauco Santoni (Ita) 34e - 80 Italo Zilioli (Ita) 39e                                 | - 81 Gaetano Baronchelli (Ita) 60e - 82 Gianbattista Baronchelli (Ita) 10e - 83 Franco Bitossi (Ita) 26e - 84 Luciano Conati (Ita) 21e - 85 Renato Laghi (Ita) 35e - 86 Primo Mori (Ita) 28e - 87 Enrico Paolini (Ita) 43e - 88 Walter Riccomi (Ita) 7e - 89 Attilio Rota (Ita) 37e - 90 Celestino Vercelli (Ita) 44e          | - 91 Luciano Borgognoni (Ita) 23e - 92 Alberto Caiumi (Ita) 59e - 93 Franco Calvi (Ita) 70e - 94 Gianni Di Lorenzo (Ita) ab - 95 Enrico Guadrini (Ita) 46e - 96 Adriano Pella (Ita) 30e - 97 Louis Pfenninger (Sui) 19e - 98 Pasquale Pugliese (Ita) 48e - 99 Roland Salm (Sui) 13e - 100 Luigi Venturato (Ita) ab            |

## Sources
- (nl) Cet article est partiellement ou en totalité issu de l’article de Wikipédia en néerlandais intitulé « Ronde van Italië 1975 » (voir la liste des auteurs).